# Basilika San Marino

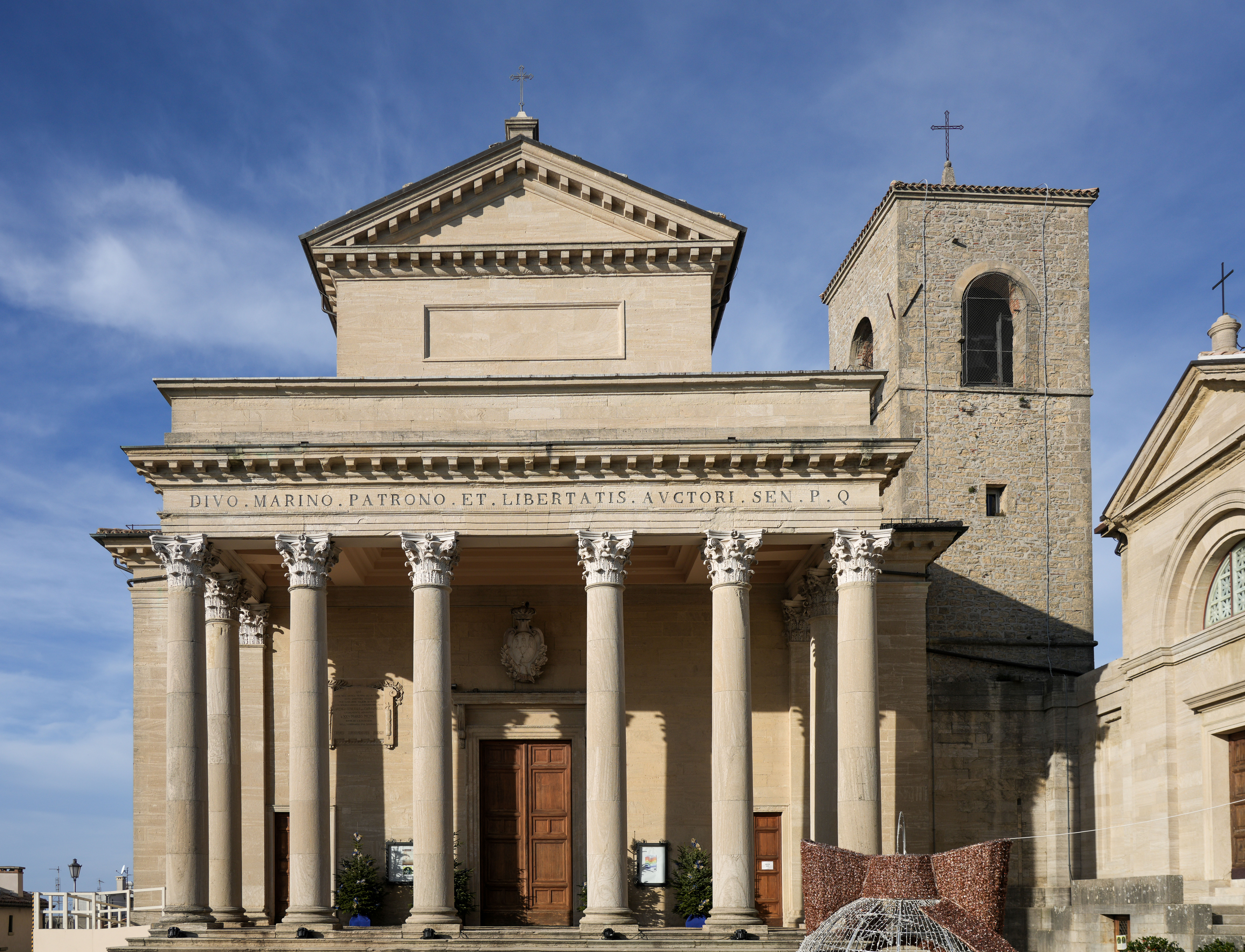
Basilika San Marino

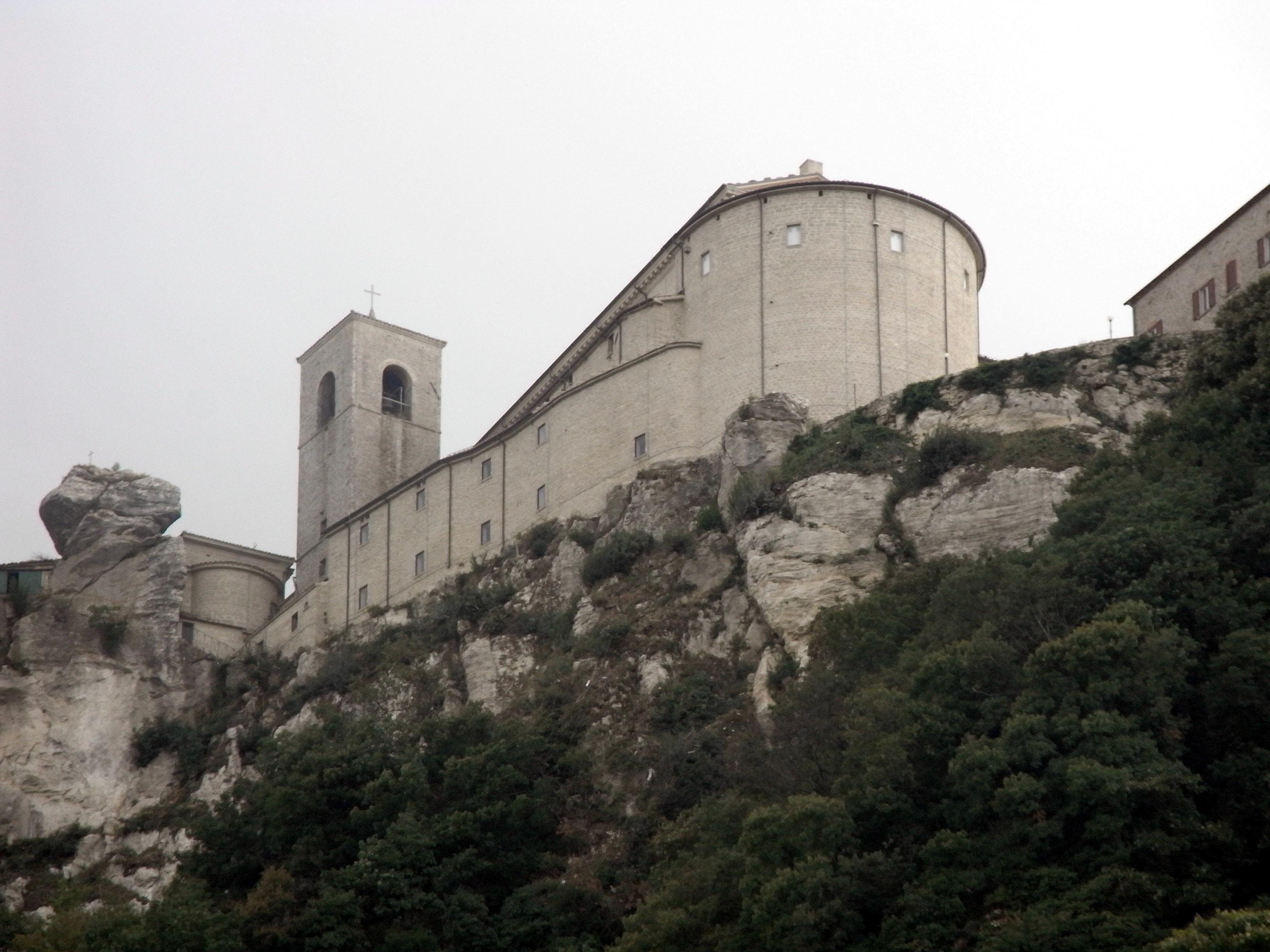
Die Basilika von Borgo Maggiore aus gesehen

Die römisch-katholische Basilika San Marino steht in der Stadt San Marino und ist die Konkathedrale des Bistums San Marino-Montefeltro, wodurch sie die höchste Kirche von San Marino ist. Die Kirche gehört seit 2008 mit der gesamten Altstadt von San Marino zum UNESCO-Welterbe. Sie ist auf der san-marinesischen 10-Cent-Münze abgebildet. Sie ist dem Heiligen Marinus geweiht.
Unmittelbar neben der Basilika befindet sich die Kirche San Pietro (auf dem Bild rechts angeschnitten).

## Geschichte
Das Vorgängergebäude wurde 530 erstmals erwähnt und musste wegen Bauschäden 1807 abgerissen werden. Nach einem Beschluss des Rates im Jahre 1825 wurde die Kirche von 1826 bis 1838 im klassizistischen Stil vom Architekten Achille Serra erbaut und 1855 vom Bischof Agostinucci Crispino geweiht. Die Baukosten betrugen 40.150 Scudi und 76 baiocchi. Die Kirche wurde 1926 von Papst Pius XI. zur Basilica minor erhoben. Am 29. August 1982 wurde die Basilika von Johannes Paul II. besucht, der die Reliquien und die Kirche segnete.

## Baubeschreibung und Ausstattung

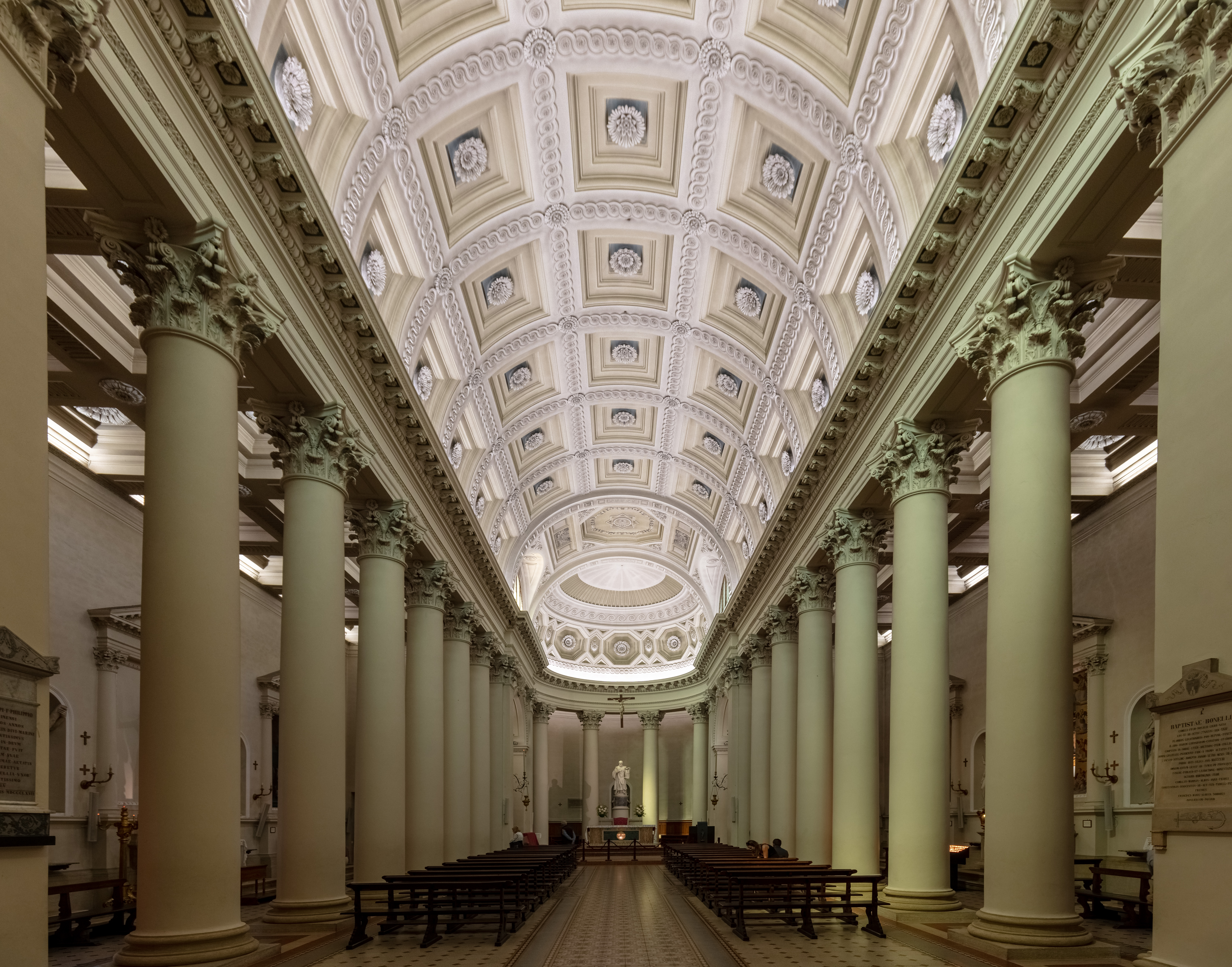
Kirchenschiff der Basilika

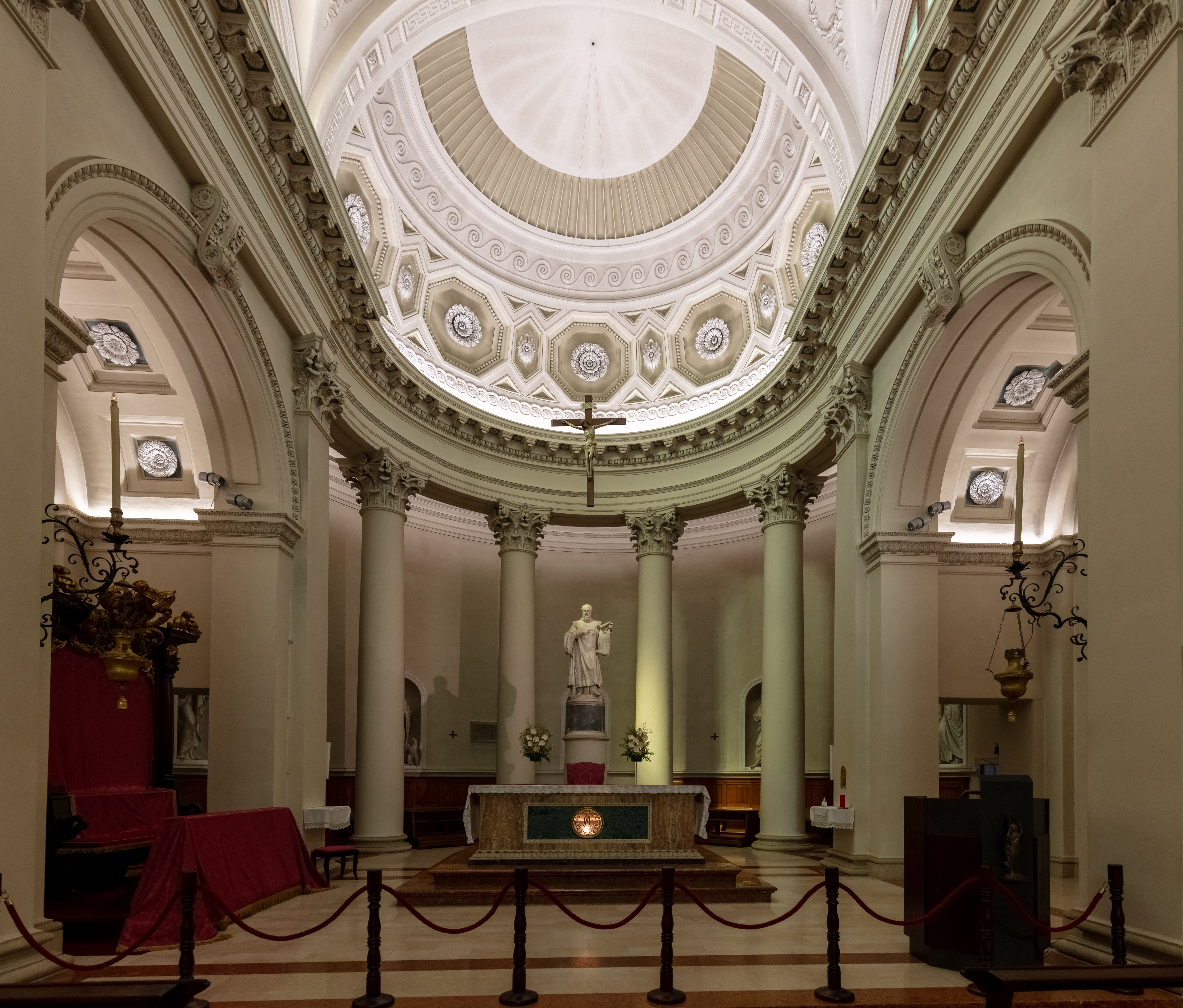
Altar mit der Statue des heiligen Marinus von Adamo Tadolini

Am Hauptportal der dreischiffigen Kirche befinden sich zwei Reihen mit jeweils sechs korinthischen Säulen. Über den Säulen befindet sich die lateinische Inschrift Divo. Marino. Patrono. Et. Libertatis. Avctori. Sen. P. Q. („Dem heiligen Marinus, dem Schutzpatron und Gründer der Freiheit - der Senat und das Volk.“). Die Apsis hat eine halbrunde Form. Der Glockenturm gehörte bereits zum Vorgängerbau und wurde im 17. Jahrhundert im romanischen Stil erbaut.
Im Inneren der Kirche befindet sich eine Statue des heiligen Marinus von Adamo Tadolini. Sie bildet das Zentrum des Altars, unter der sich eine Urne mit den 1586 gefundenen Reliquien des Heiligen Marinus befinden. Ein Teil der Reliquien wurde 1595 auf die Insel Rab gebracht. In einem 1602 geschaffenen Reliquiar neben dem Altar wird der Schädel des Heiligen aufbewahrt. Daneben gibt es noch Gemälde von Schülern des Künstlers Tizian und einen alten Thron der Capitani Reggenti. Einen der Seitenaltäre, der der Maria Magdalena gewidmet ist, schmückt ein Gemälde von Elisabetta Sirani aus dem Jahr 1777.

## Orgel

San-Marinesische 10-Cent-Münze mit abgebildeter Basilika

Die Basilika beherbergt eine Orgel, die 1835 von dem Orgelbauer Giacomo Bazzani geschaffen wurde. Das Instrument hat ein Manualwerk und ein verkürztes Pedal. Die Register sind links und rechts des Spieltisches in zwei Reihen angeordnet
| Concerto (linke Reihe)  |
| Flutta Reale (D)        |
| Tromba Allemana         |
| Corno inglese (D)       |
| Corno a tuba dolce      |
| Flauto in Ottava (B, D) |
| Viola (B, D)            |
| Ottavino (D)            |
| Flauto in XII (D)       |
| Tromboncini (B/D)       |

| Ripieno (rechte Reihe) |
| Terza mano             |
| Principale (B/D)       |
| Ottava                 |
| Quintadecima           |
| Decimanona             |
| Vigesimaseconda        |
| Vigesimasesta          |
| Vigesimanona           |
| Registri di ripieno    |
| Voce Umana             |

| Pedal                   |
| Contrabbassi con ottave |
| Quinta de’ contrabbassi |
| Bombardone              |